# Larissa (Thessalie)
Pour les articles homonymes, voir Larissa.
Larissa (en grec : Λάρισα / Lárisa) est une ville grecque située au bord du fleuve Pénée. Elle est le chef-lieu du district régional de Larissa et la capitale de la périphérie de Thessalie, mais aussi celle du diocèse décentralisé de Thessalie-Grèce-Centrale.

## Géographie
Larissa est la ville principale de la Thessalie, région qui peut être considérée comme la plus grande plaine de Grèce. La ville bénéficie de sa situation à mi-chemin des deux villes les plus importantes de Grèce : Athènes et Thessalonique. Le climat est globalement méditerranéen, mais, en raison des montagnes entourant la plaine thessalienne et l'isolant de la mer, a une importante composante continentale et des hivers plutôt rudes. Le fleuve Pénée traverse la ville.
En 1982, Larissa est officiellement reconnu comme étant le centre géographique de la Grèce, tandis que Delphes a ce titre d'un point de vue mythologique.

## Histoire

### Antiquité

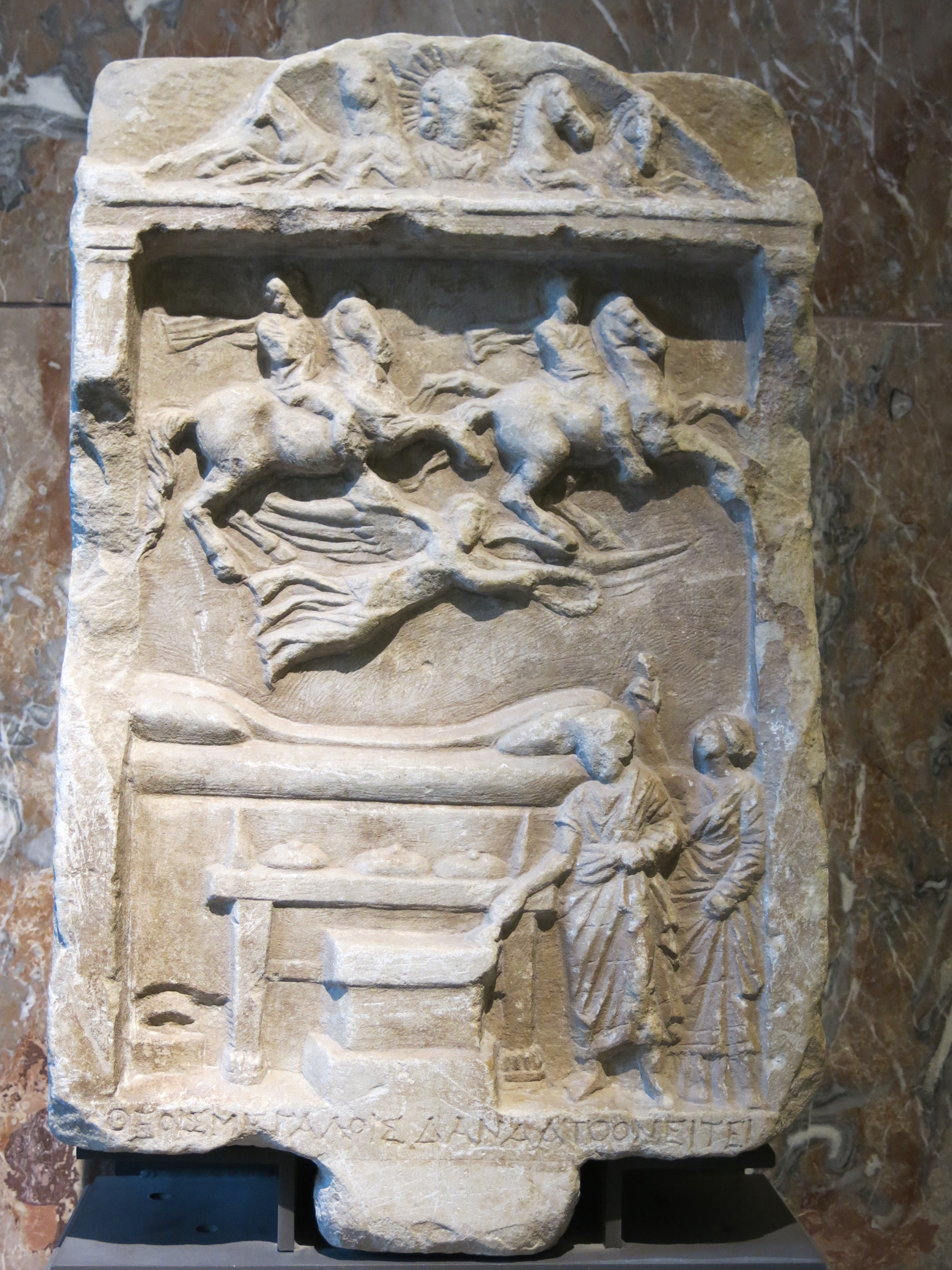
Bas-relief, apparition des Dioscures (Castor et Pollux). inscription : « Aux bons dieux, Danaa, fille d'Aphtonétos ». Marbre de Larissa, IIe siècle av. J.-C.

Larissa est connue pour ses légendes antiques, notamment en rapport avec Achille. Le philosophe Théophraste, élève d’Aristote, écrit au IIIe siècle av. J.-C. au Livre V de son ouvrage Causes des plantes :
« D’une façon générale, les lieux qui auparavant n’étaient pas soumis aux gelées, parce que l’air y était lourd, y sont maintenant sujets, comme la région de Larissa en Thessalie. Autrefois, alors que l’eau y était abondante et que la plaine était marécageuse, l’air était épais et le pays plus chaud ; après l’évacuation de cette eau, que l’on a empêché de stagner, le pays est devenu plus froid et les gelées plus abondantes. »
Au XIIe siècle av. J.-C., Larissa comme toute la Thessalie est envahie par les tribus doriennes du nord et du nord-ouest puis conquise par les Thessaliens de Thesprotie. La région se retrouve divisée en quatre cantons. C’est depuis Larissa que la famille noble des Aleuades, dont elle est originaire, dirige le canton de Pélasgiotide.
Au VIIe siècle av. J.-C., la Ligue thessalienne (ou Confédération thessalienne) est fondée à Larissa où se tient l’assemblée générale des Thessaliens et où les décrets sont affichés. C’est également à Larissa qu’aurait été frappée la monnaie de la Ligue.
C’est de Larissa qu’est originaire Aleuas le Rouge, qui passe pour être le créateur de l’État thessalien dans la seconde moitié du VIe siècle av. J.-C. Cependant son rôle a pu être exagéré par les sources et leurs interprètes.
Au cours de la troisième guerre sacrée, Larissa, membre de la ligue Thessalienne, se retrouve assiégée par les tyrans de Phères à partir de 353 av. J.-C. La cité appelle à l’aide Philippe II de Macédoine en 351 av. J.-C. qui entre alors dans le conflit du côté des Thébains.
À la suite de sa victoire, le roi macédonien est élu archonte à vie de la Ligue thessalienne et la région est alors sous domination macédonienne. Toutefois Larissa, comme les autres cités de la Ligue, garde une grande autonomie au niveau politique et économique externe.
Un pont de pierre ancien enjambe le cours d’eau. À l’époque, Larissa était renommée pour ses chevaux, qui étaient d’ailleurs l’effigie frappée sur les pièces de monnaie antiques avec, au verso, le visage de la nymphe éponyme Larissa, mortelle aimée de Poséidon, dans la mythologie grecque. C’est à Larissa qu’est mort Hippocrate (« puissant par les chevaux » ou « puissant sur les chevaux ») vers 370 av. J.-C. et que Démétrios Ier fait assassiner le roi Alexandre V de Macédoine pour ensuite s’emparer du royaume en 294 av. J.-C.
Sous la monarchie Antigonide, Larissa participe à la guerre des alliés durant laquelle elle perd une partie de sa population. A la fin de la guerre, le roi macédonien Philippe V, dans une lettre royale, impose à la cité d’octroyer par décret la citoyenneté aux étrangers vivant à Larissa pour augmenter sa population. Cette décision suscite l’opposition d’une partie des citoyens qui martèlent sur les stèles les noms des personnes ainsi naturalisées.

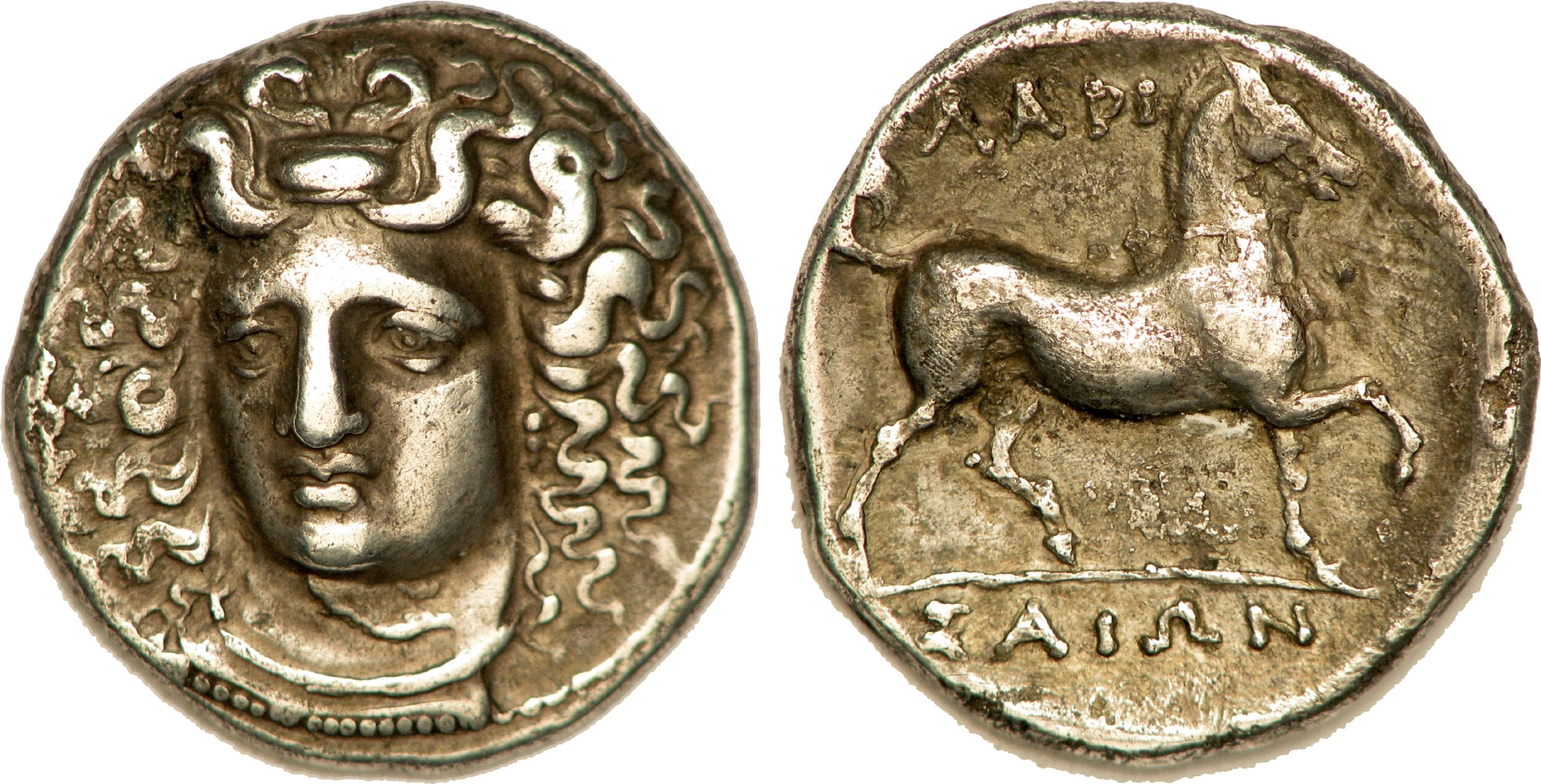
Didrachme de Thessalie frappé à Larissa, représentant la nymphe Larissa

Larissa devient cité romaine en 148 av. J.-C. tout en restant culturellement hellénique ; sous la domination romaine, elle se développe et de nouveaux marchés, théâtres, stades et thermes apparaissent.
En 395, les Wisigoths ravagent la cité, avant de se diriger vers le Péloponnèse, l’Épire, puis la Dalmatie et l’Italie. Larissa subit un pillage, la population se réfugie sur les piémonts. Les Romains y établissent la préfecture prétorienne d’Illyrie, qui subsiste après la division de l'Empire romain en cette même année 395.
En 482, les Ostrogoths dirigés par Théodoric pillent la Macédoine et la Thessalie, dont Larissa.

### Moyen Âge
En 610, après deux siècles de paix relative, ce sont les tribus slaves qui s’installent autour de la ville. Les autorités impériales, qui à ce moment sont aux prises avec les Perses sassanides à l’est et les Avars au nord, préfèrent engager ces Slaves comme des vassaux et des troupes auxiliaires en Grèce, plutôt que de les voir s’allier aux Avars comme c’était le cas sur le Danube. Petit à petit, ces nombreux Slaves établis autour de Larissa, et dans la ville même, s’hellénisent et se christianisent. L'Empire romain d'Orient (aujourd’hui appelé Empire byzantin) institue alors des thèmes, préfectures à la fois civiles et militaires : Larissa fait partie de celui de Thessalonique.
Au nord-ouest de Larissa, du côté des Météores (dont la construction commence au XIe siècle avec le moine Athanase), l’Empire fait désormais face à un nouvel état qui regroupe les Slaves, les Valaques et les Grecs de l’intérieur des terres de la péninsule des Balkans : la Bulgarie. Les fréquentes escarmouches et les guerres entre cet état et l’Empire, entretiennent une insécurité qui nuit à l’activité de la ville, qui se dépeuple. En 1018, au terme d’une guerre longue et sanglante, l’empereur Basile II parvient à reconquérir la péninsule des Balkans en anéantissant la Bulgarie. Cela provoque de grands déplacements de populations, et notamment des Valaques de Bulgarie qui se dispersent : une partie d’entre eux migre vers la Transylvanie où ils grossissent les rangs de ceux qui s’y trouvaient déjà, mais un grand nombre s’installe en Thessalie qui est alors appelée la « Grande Valachie » (Μεγάλη Βλαχία) par les auteurs byzantins. À leur tour, comme les Slaves auparavant, ces Valaques romanophones vont s’helléniser au fil des siècles, Larissa représentant le principal centre d’hellénisation, par ses marchés, ses églises et ses écoles.
Encore deux siècles de paix relative, et ce sont cette fois les « Francs » (Φράγγοι- mot grec désignant les croisés catholiques) qui s’emparent de la Thessalie : Larissa se trouve alors annexée par le royaume latin de Salonique créé au profit du magnat italien Boniface de Montferrat, déçu d’avoir du laisser à Baudouin de Flandre le trône de l’empire latin de Constantinople. Les « Francs », ou « Latins » asservissent la population grecque et valaque orthodoxe, qui se révolte : après 20 ans d’existence, le royaume des Montferrat s’effondre et la ville est libérée (du point de vue grec) par l’état grec d'Épire en 1225. 
En 1261, l’Empire byzantin se reforme, mais il est désormais très affaibli et endetté. 
En 1332, Larissa est annexée par Étienne Douchan, l’empereur des Serbes, qui ne la garde que huit ans, après quoi elle revient à l’Empire byzantin pour encore 53 ans. La puissance de l’Empire grec n’est pourtant plus qu’un souvenir, et Larissa tombe aux mains des Turcs ottomans en 1393 tandis que l’Empire grec est réduit à sa capitale Constantinople, à Mistra et à quelques îles Égéennes. Quant à la Thessalie, elle est intégrée à la province ottomane de Roumélie (Rum-Eli- mot turc signifiant « pays des Romains » : en effet les anciens citoyens byzantins, bien que de langue grecque, s’identifiaient toujours comme « Romains », en grec Ῥωμαίοι).

### Période ottomane

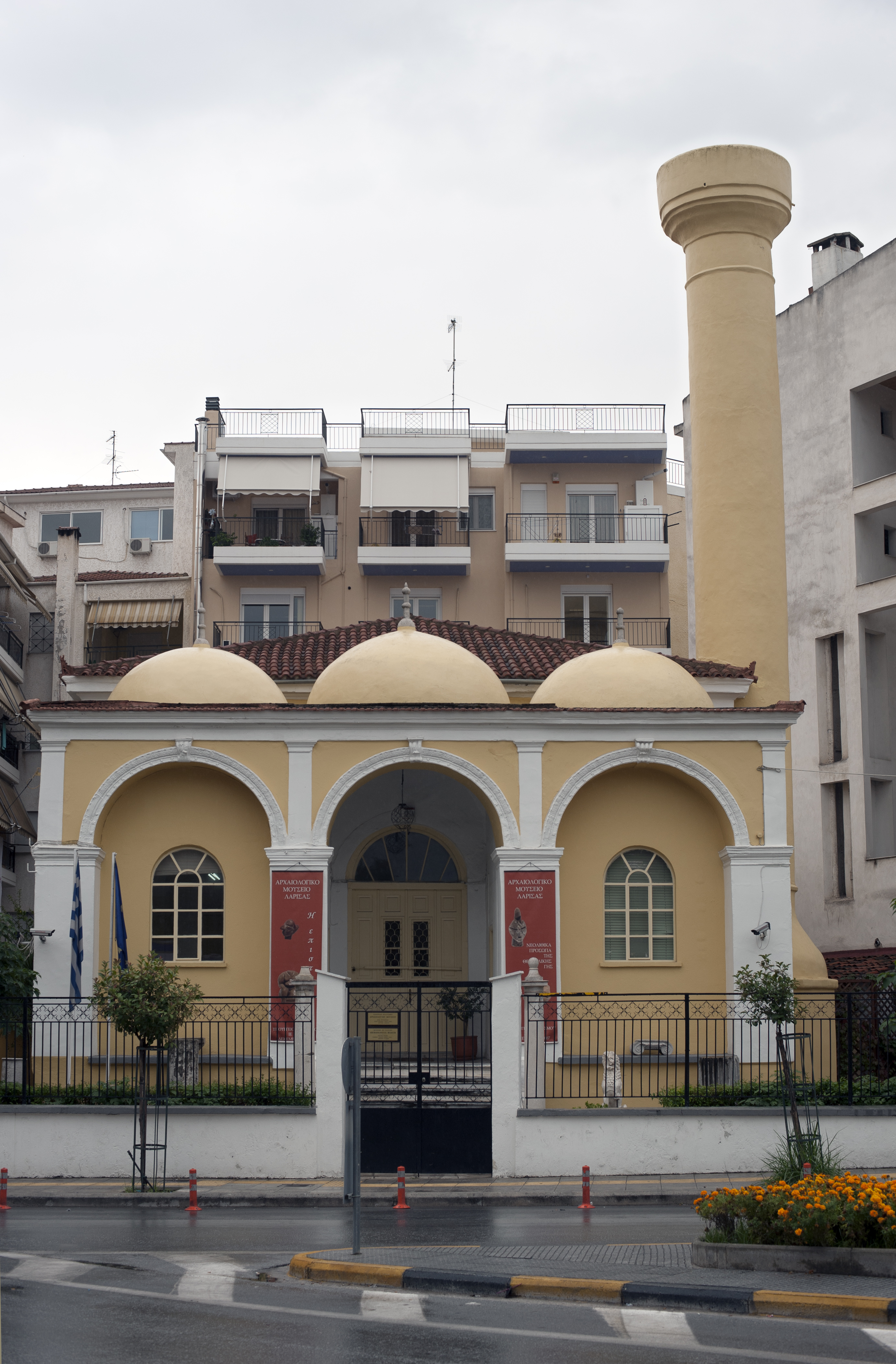
La Nouvelle Mosquée, de style néoclassique.

Comme les Francs avant eux, les Turcs mettent en place un système agricole (Timars) contraignant pour la population, qu’ils soumettent, de surcroît à la dîme, à la double-capitation (haraç) et au devchirmé (παιδομάζωμα : razzia des enfants, pour en faire des janissaires) pour les Gens du Livre. 
Larissa n’est plus qu’un gros village, majoritairement peuplé de Turcs ou de Grecs islamisés et turcisés et désormais nommé Yenişehr-i Fener. Les révoltes des chrétiens, fréquentes, sont réprimées dans le sang, et de nombreuses bandes d’insurgés se forment, mi-voleurs (κλέφτες : klephtes), mi-héros. Elles joueront un rôle non négligeable dans la guerre d'indépendance grecque au début du XIXe siècle, mais alors que le royaume de Grèce est reconnu en 1832, Larissa devra attendre encore près de 50 ans pour lui être rattachée, au terme de la Conférence de Constantinople, réunie au 24 février 1881 pour mettre un terme aux massacres commis par les Ottomans en réponse aux révoltes de leurs sujets chrétiens.

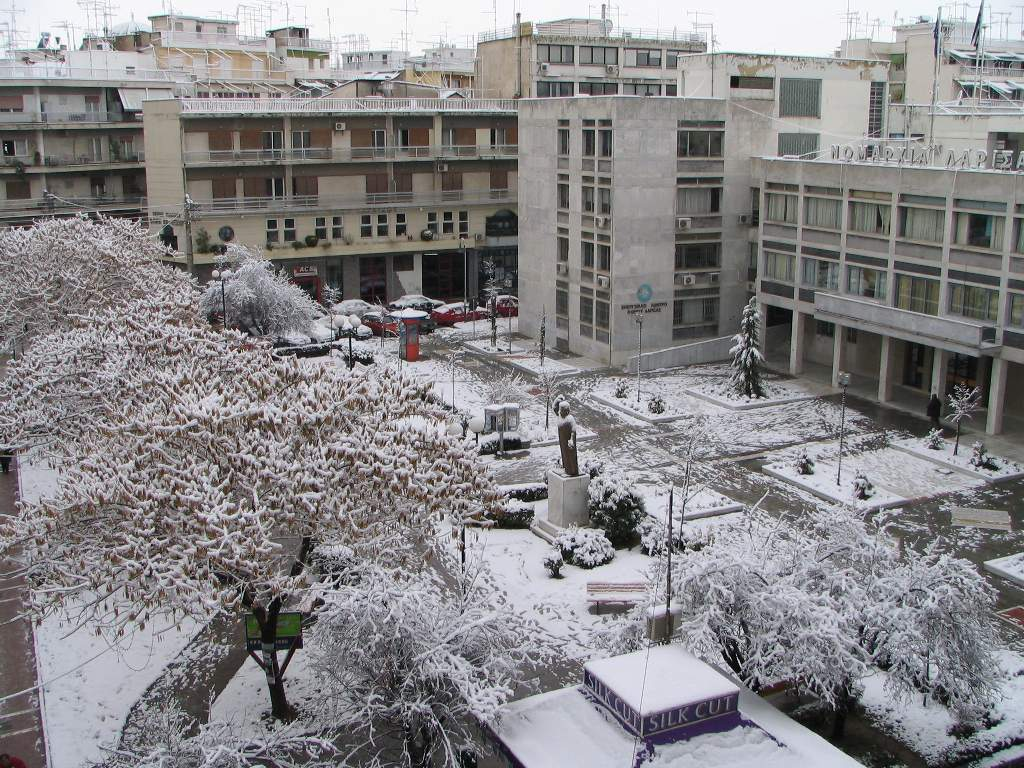
La place Rigas, avec la statue de celui-ci et la préfecture, au centre-ville, en hiver.

Les Turcs larissiotes commencent alors à émigrer vers les territoires restés ottomans, tandis que des populations grecques venues de la rive nord de l’Égée ou de Chalcidique, fuyant la domination ottomane, s’y installent. La ville se ré-hellénise et s’étend. Elle devient un prospère marché agricole à la fin du XIXe siècle et se trouve reliée par le rail à Athènes, puis, au début du XXe siècle, à Salonique.

### Époque contemporaine
Durant la Seconde Guerre mondiale, Larissa fut d’abord occupée par les troupes italiennes, puis, après le retrait de celles-ci en octobre 1943, allemandes. Les nazis fusillèrent de nombreux résistants et otages, et déportèrent les juifs grecs.
La ville se relève et s’industrialise dans les années 1950 et 1960, mais la crise financière des années 2010, due à la dérégulation mondiale et aux endettements de la Grèce, en partie consécutifs aux Jeux olympiques de 2004, remet ces acquis en question.

## Administration
La municipalité de Larissa a été créée lors de la réforme du gouvernement local de 2011 par la fusion des 3 anciennes municipalités suivantes, qui sont devenues des unités municipales:
- Giánnouli
- Kiláda
- Larissa

### Subdivisions administratives
1st Municipal District
1. Papastàvrou
2. Saint Athanàsios
3. Alkazàr
4. Hippocrates-Pèra
5. Potamòpolis
6. Philippòpolis
7. Livadàki
8. Saint Thomas
9. Saint Paraskevi-Mezourlo
10. Neàpolis

2nd Municipal District
1. Saint Achellios
2. Saint Nikòlaos
3. Ambelòkipoi
4. Saints Sarànta
5. Saint Konstantinos
6. Stathmòs

3rd Municipal District
1. Lachanòkipoi
2. Nèa Smyrne-Kamynia
3. Kalyvia-Saint Marina
4. Saint Geòrgios
5. Anatoli
6. Koulouri
7. Amphithèa

4th Municipal District
1. Charavgi-Toumba-OKE
2. Pyrovolikà-Pharos
3. Avèrof-Sèkfo
4. Nèa Politia
5. Epiròtika
6. Anthoupolis
7. Neràida
8. Kàmpos

Community of Terpsithèa
1. Terpsithèa
2. Argyssa

## Population
| 1940   | 1951   | 1961   | 1971   | 1981    |
| ------ | ------ | ------ | ------ | ------- |
| 32 686 | 41 016 | 56 010 | 72 336 | 102 426 |

| 1991    | 2001    | 2011    | 2021    | - |
| ------- | ------- | ------- | ------- | - |
| 113 090 | 131 095 | 146 926 | 148 562 | - |

## Transport

### Liaisons routières
Larissa est desservie par l'autoroute A1 (Athènes-Thessalonique-Évzoni) et par les routes nationales EO3 (Éleusis-Níki) et EO6 (Igoumenítsa-Vólos).

### Transport aérien
Depuis 1997, la base aérienne de Larissa IATA: LRA, OACI: LGLR) n'est utilisée que par les forces armées.

### Transport ferroviaire
La gare ferroviaire de Larissa (en) est desservie par la ligne Larissa–Volos (en) et par la ligne du Pirée à Platy (en).
La gare de Mezourlo (en) est une gare de marchandises.

## Activités

### Sports
- AEL Larissa, club de football de la ville

Conjointement à Vólos, Larissa a été un moment retenue pour accueillir les Jeux méditerranéens de 2013, mais en a été écartée en janvier 2011.

## Lieux et monuments
- La métropole de Larissa et Tyrnavos
- L'acropole de Larissa (colline de Froúrio), avec notamment la basilique Saint-Achille et le bedesten
- Les deux théâtres antiques, le premier (en) datant de la fin du IIIe siècle av. J.-C., tandis que le second (en) fut érigé au cours de la seconde moitié du Ier siècle av. J.-C.
- Les monuments de l'époque ottomane, notamment la mosquée Bayrakli, la Nouvelle Mosquée et la poudrière.
- Le monument d'Hippocrate
- Le musée archéologique

## Jumelages
| Ville | Ville           | Pays | Pays       | Période                |
| ----- | --------------- | ---- | ---------- | ---------------------- |
|       | Anapa           |      | Russie     | depuis 2016            |
|       | Banská Bystrica |      | Slovaquie  | depuis 1995            |
|       | Bălți           |      | Moldavie   |                        |
|       | Knoxville       |      | États-Unis |                        |
|       | Rybnik          |      | Pologne    | depuis le 13 juin 2003 |
|       | Serrès          |      | Grèce      |                        |

## Personnalités

### Nées à Larissa
- Aléxandros Avranás (né en 1977), réalisateur
- Konstantínos Chalkiás (né en 1974), footballeur
- Dímos Dikoúdis (né en 1977), joueur de basket-ball
- Yánnis Goúmas (né en 1975), footballeur
- Theofánis Ghékas (né en 1980), footballeur
- Faní Halkiá (née en 1979), athlète
- Angéla Kokkóla, (1932-2017), femme politique grecque
- Irène de Larissa, (date de naissance inconnue, décédée en 1015), tsarine de Bulgarie, épouse de Gabriel Radomir
- Vasílios Spanoúlis (né en 1982), joueur de basket-ball
- Philolaos Tloupas (né à Larissa en 1923), ce sculpteur vit et travaille à Saint-Rémy-lès-Chevreuse en France[17].

### Liées à la ville
- Hippocrate (vers 460 av. J.-C.-vers 370 av. J.-C.), médecin, serait mort à Larissa
- Gorgias (vers 480 av. J.-C.--vers 375 av. J.-C.), philosophe
- Philon de Larisse (158-83 av. J.-C.), philosophe
- Achille de Larissa (mort en 330), évêque

## Galerie

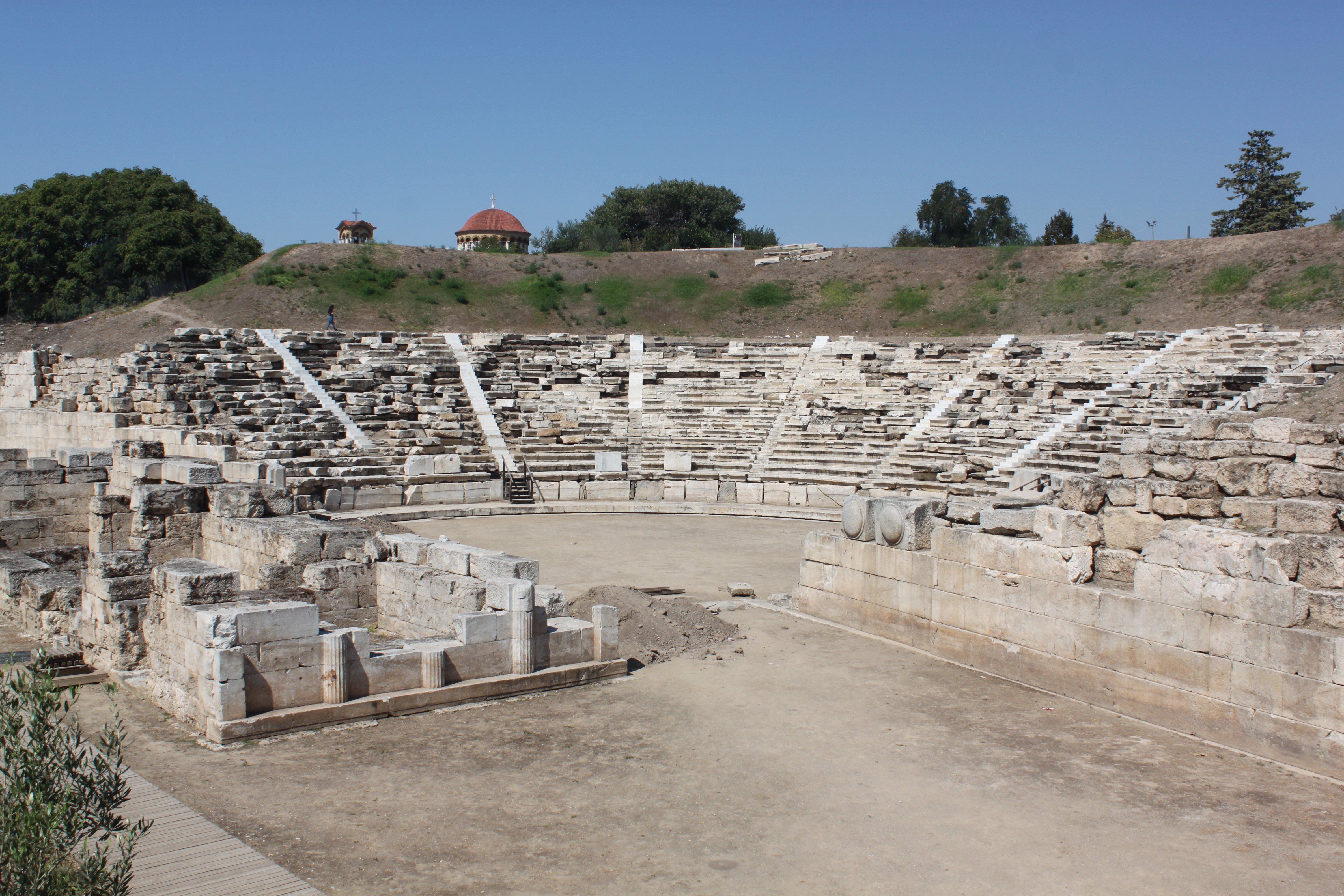
Premier théâtre antique de Larissa (dit « théâtre A »).
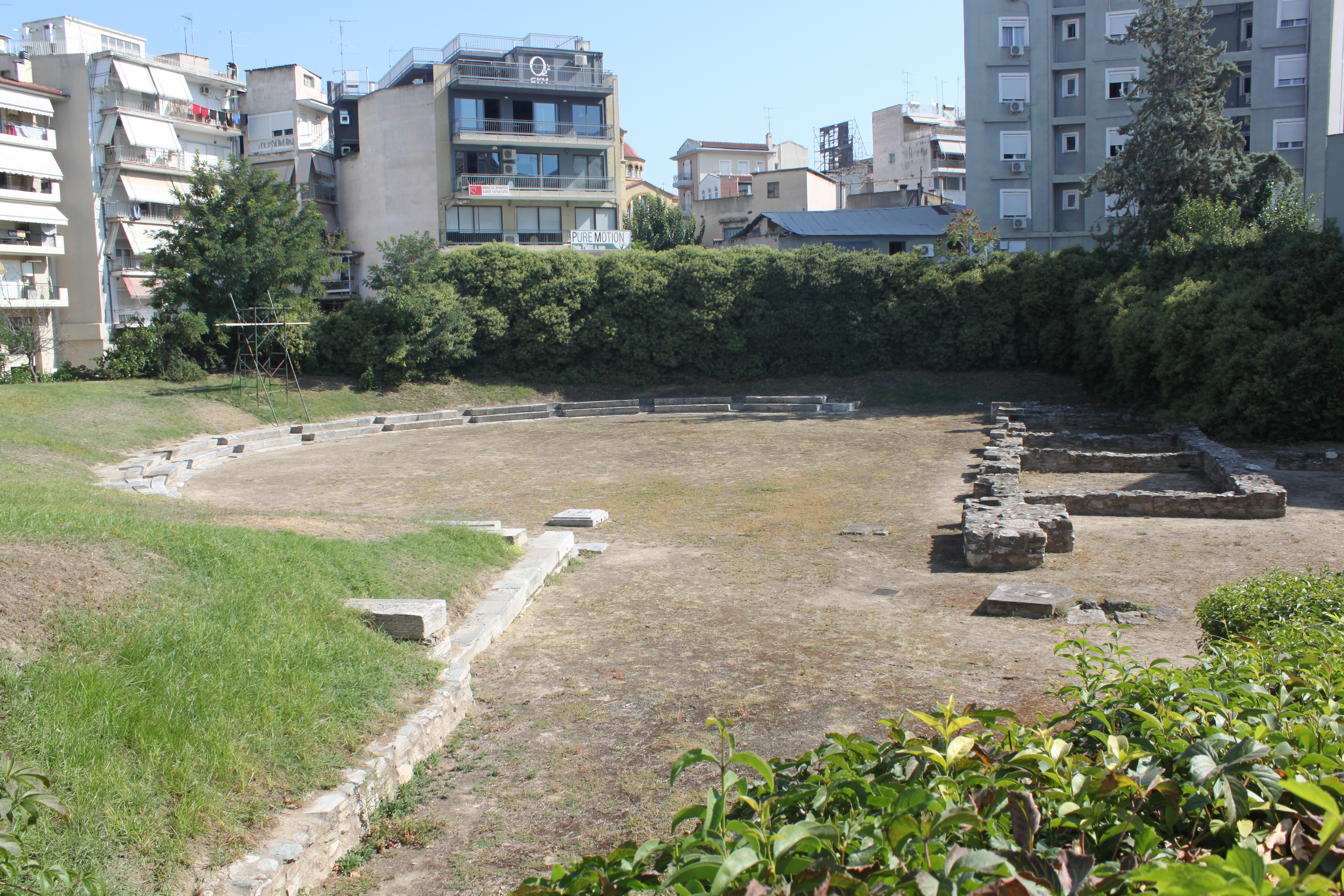
Second théâtre antique de Larissa (dit « théâtre B »).
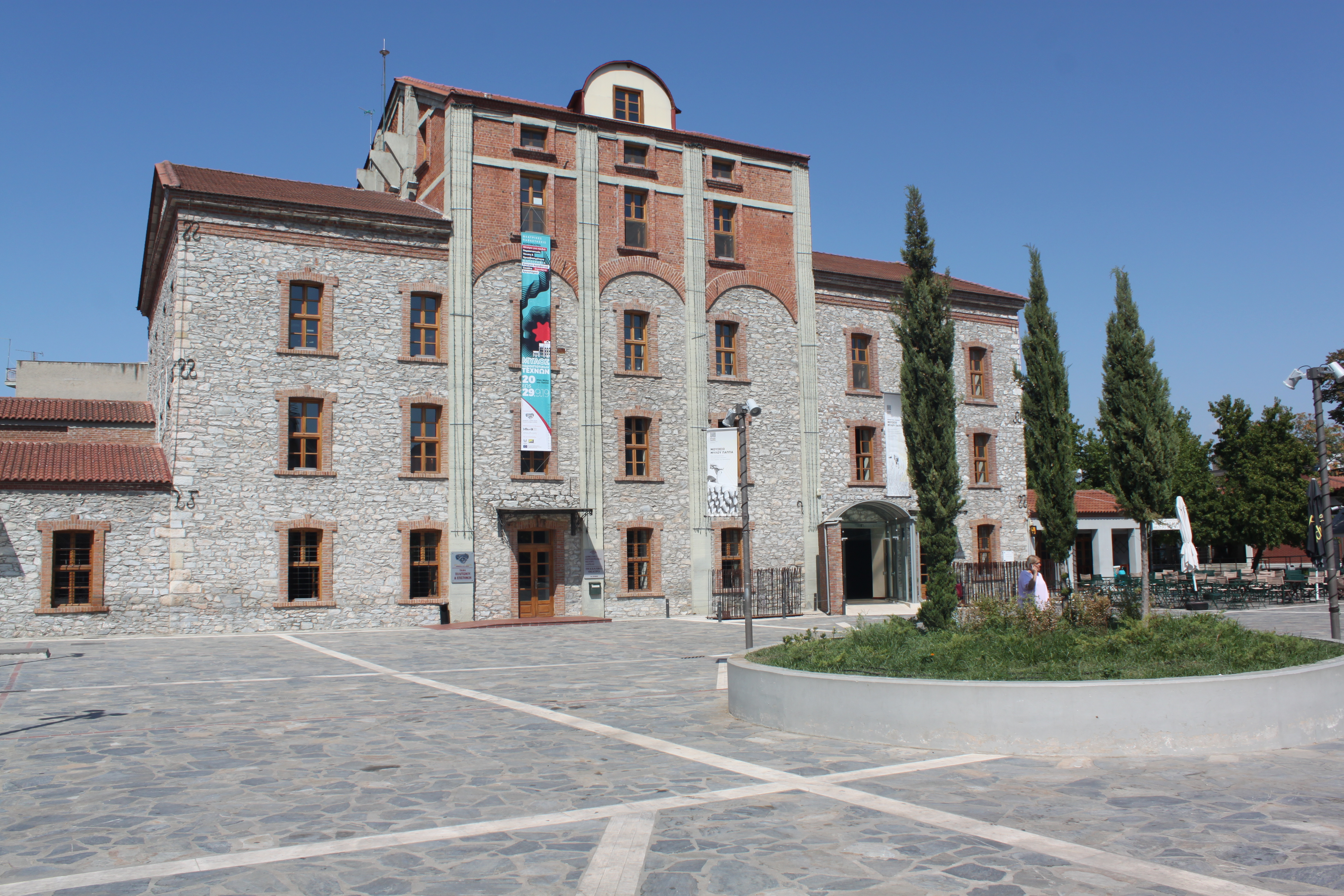
Moulin de Pappas, aujourd’hui centre culturel.
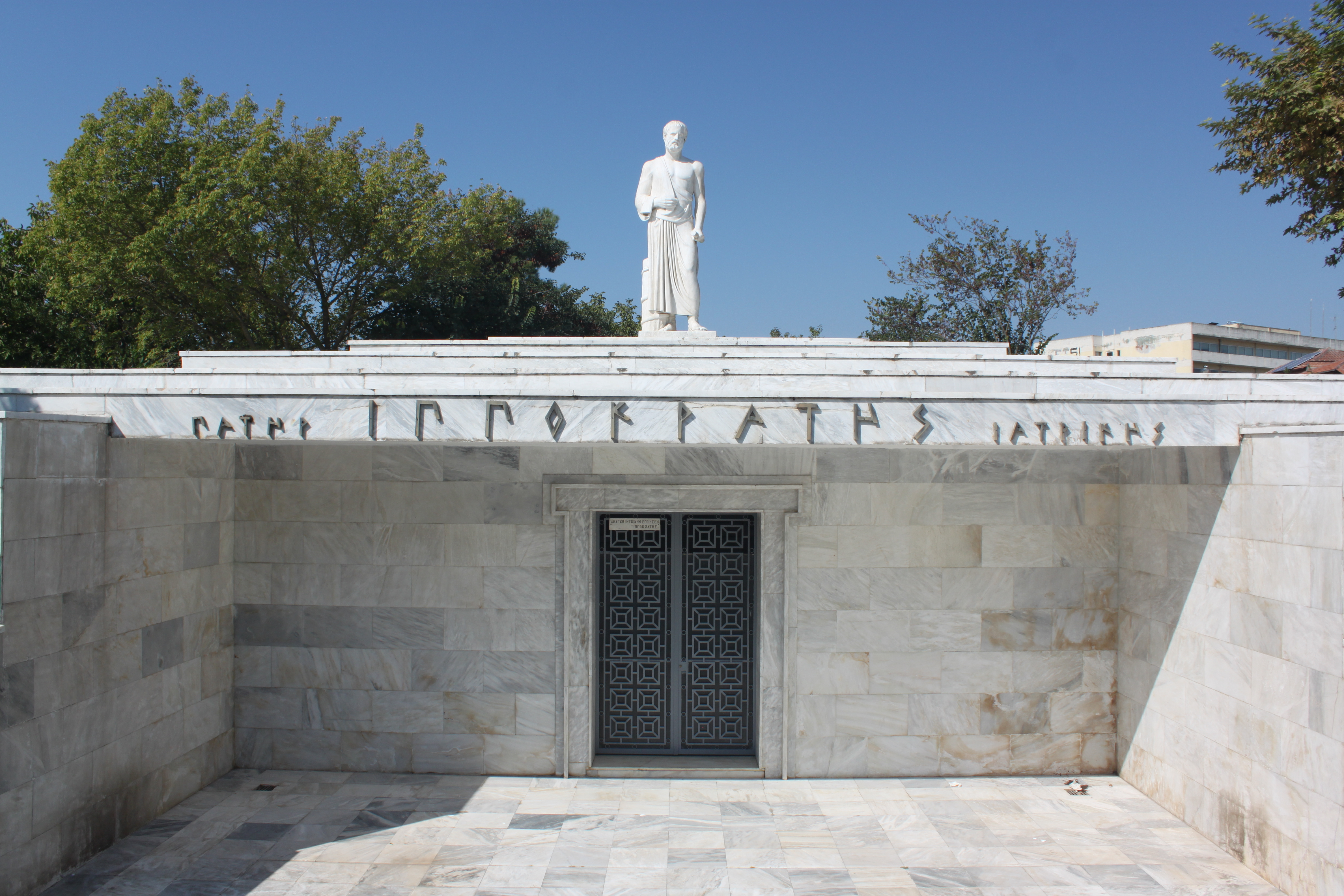
Monument érigé à l’emplacement supposé de la tombe d’Hippocrate.